# 张和妃
張和妃（？—1563年），名失考，明朝明世宗朱厚熜之妃。

## 生平
嘉靖四十二年（1563年）十月初五日，「未封宮御」張氏卒，追封為和妃，治喪葬如例。嘉靖四十三年（1564年）二月十七日，葬和妃張氏。根據《太常續考》的記載，張和妃與宋宜妃、諸靜妃、高安妃、張昭嬪、武常嬪、郭寧嬪、田靜嬪、孟安嬪，葬地位於西山紅石口。